# Плещин
Плещин (укр. Пліщин) — село в Шепетовском районе Хмельницкой области Украины.
Население по переписи 2001 года составляло 1201 человек, по данным 2023 года составляло 989 человек. Почтовый индекс — 30420. Телефонный код — 3840. Занимает площадь 0,227 км². Код КОАТУУ — 6825586001.

## Известные уроженцы
- Садовский, Валентин Васильевич (1886—1947) — украинский учёный, общественный и политический деятель.

## Местный совет
30420, Хмельницкая обл., Шепетовский р-н, с. Плещин, ул. Чкалова